# 里港城
里港城，原稱阿里港城，位於今臺灣屏東縣里港鄉，於1835年興建，但只有南門保留到日治時期，後於1936年拆除，僅有留下南門與北門的門額，現存於里港公園。

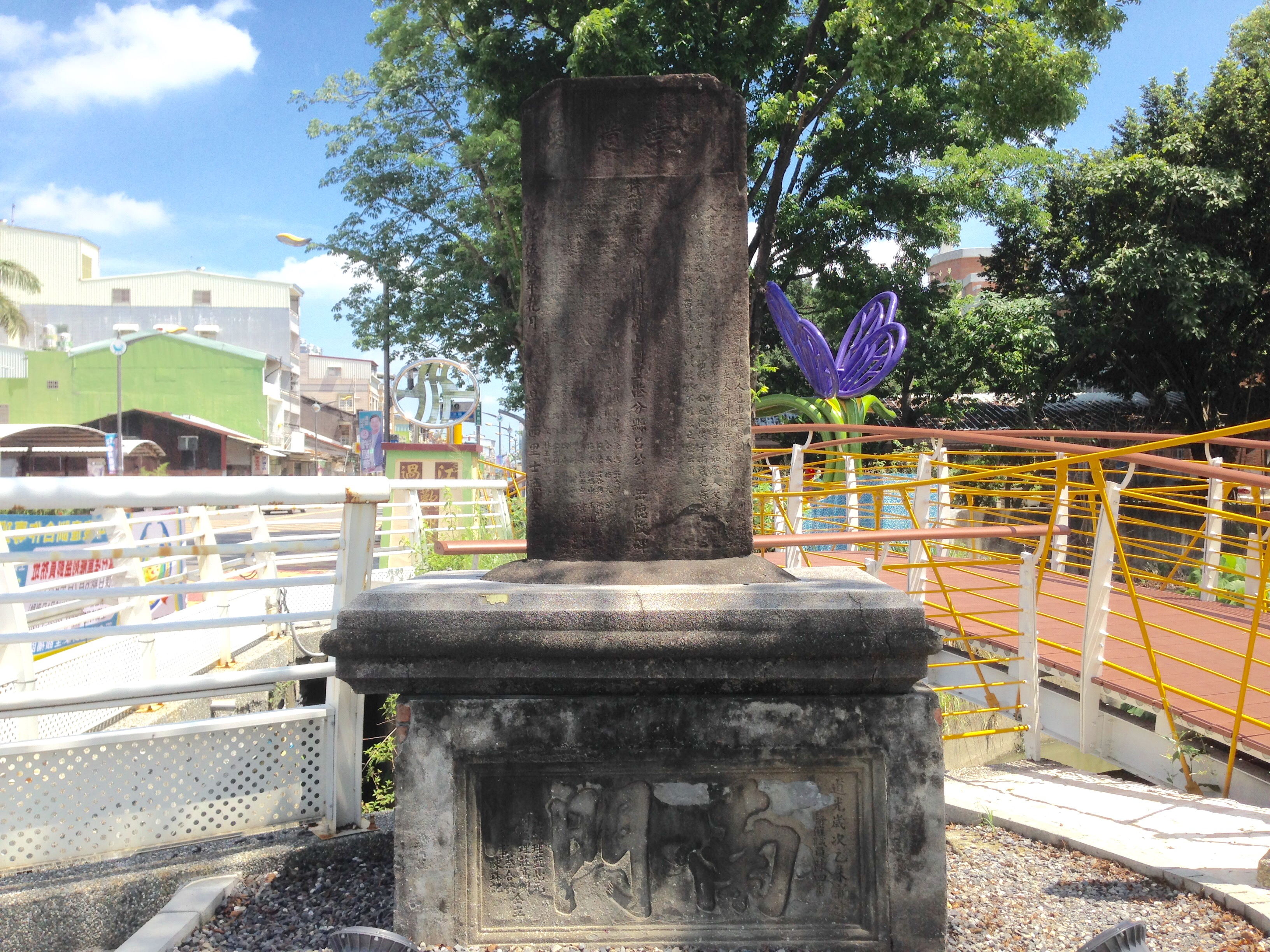
呂岳德政碑，下方基座有里港城門額。

## 沿革
里港地區在乾隆廿九年（1764年）已發展成「阿里港街」，主要以閩籍移民為主，道光十二年（1832年）嘉義縣發生張丙事件期間，有閩南人許成在鳳山縣角宿莊舉事響應，而由於他以「滅粵」為號召，導致鳳山縣境內閩客關係緊張，後來有客家人李受假借六堆義民的名義攻擊今屏東平原的閩人聚落，阿里港街亦受到攻擊。
事件平息後，陣亡的閩南人被合葬於今里港鄉大平村北門埔的「萬人塚」，俗稱「紅廟」；客家人則被合葬於北勢街東邊王爺廟斜對面的墓塚，俗稱「白廟」。此外客家人被迫搬離阿里港街後，閩客關係依然相當緊張，基於安全考量遂有築城之議，由藍見元（藍鼎元五世孫）於道光十五年（1835年）出面號召當地仕紳並負責督工。
日治時期以後閩客關係緩和，里港城城垣已經殘破，不具防禦意義，僅有南門較為完整，但後來昭和十一年（1936年）10月15日拓寬道路時將南門拆除。而後里港城所留下來的主要遺跡為南門與北門的門額。

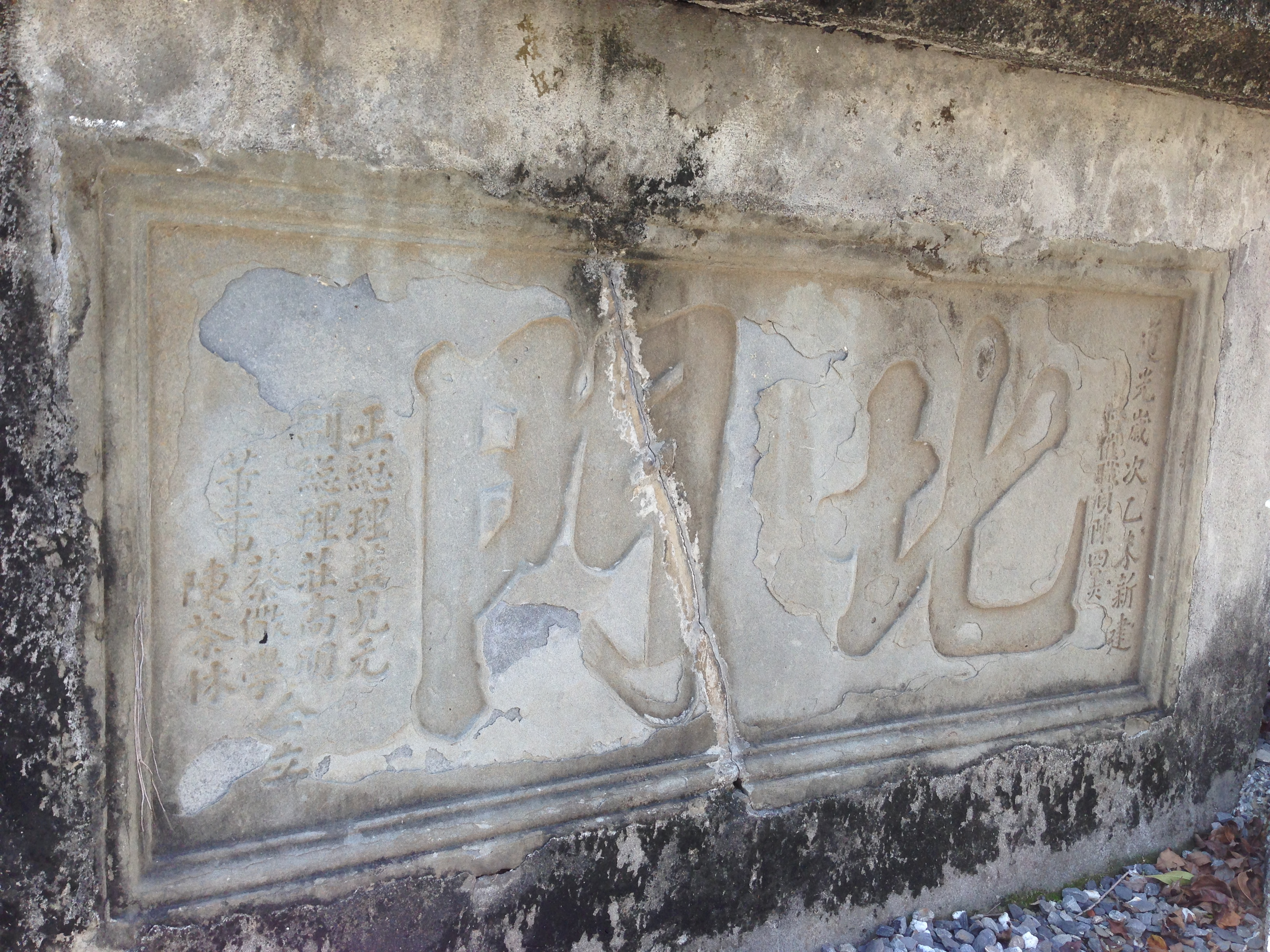
北門門額，上款作「道光歲次乙末新建，督催職員陳四美」，下款署「正總理藍見元、副總理莊高明，董事蔡儆學、陳茶林仝立」。
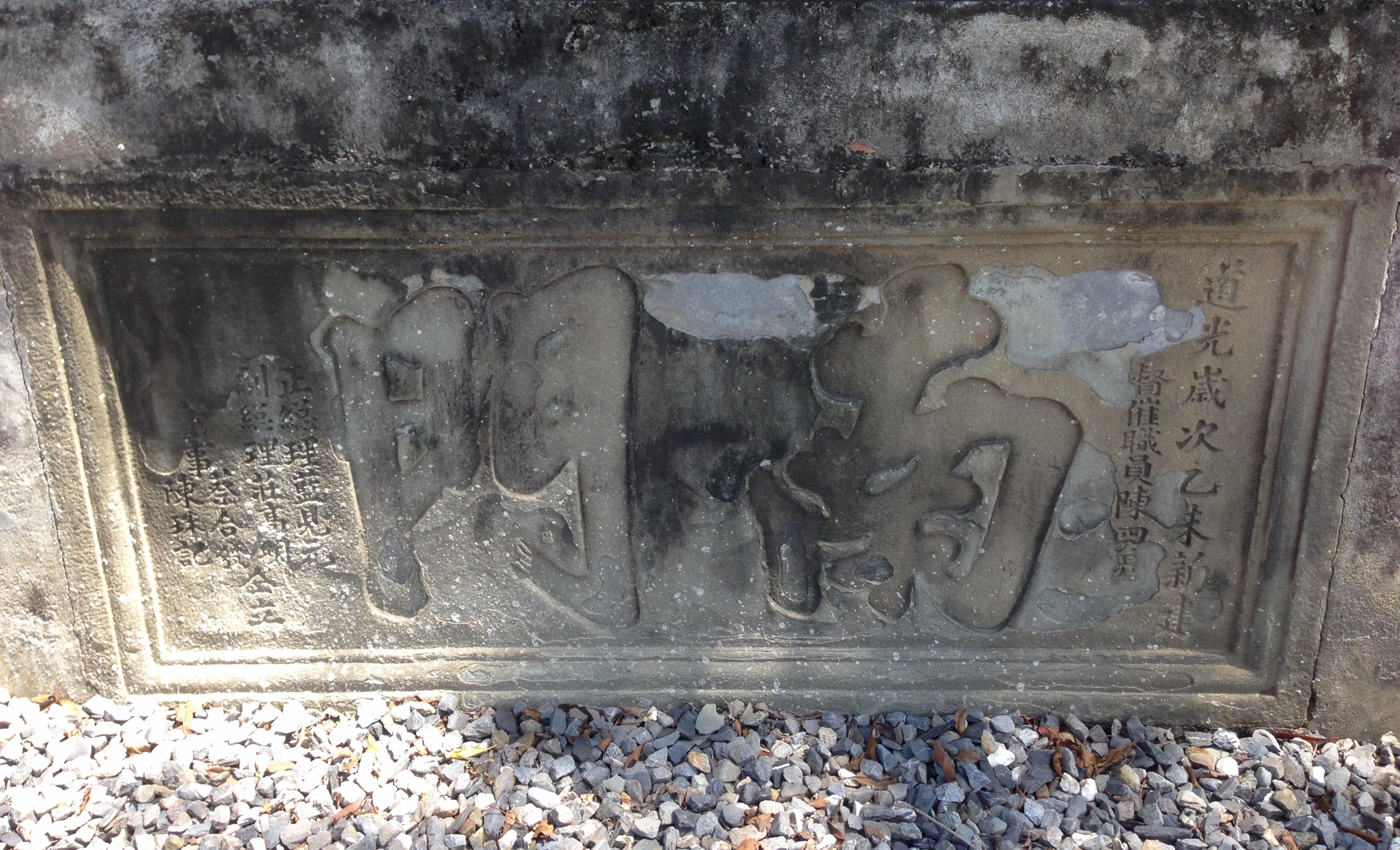
南門門額，上款作「道光歲次乙末新建，督催職員陳四美」，下款署「正總理藍見元、副總理莊高明，董事蔡合發、陳珠記仝立」。

## 建築
里港城有東、西、南、北四個城門，使用恆春的硓𥑮石築成，高一丈，寬一丈五。城垣則是用刺竹圍成，並有二尺深的壕溝圍繞。